# Océane Michelon
Océane Michelon (Chambéry, 4 marzo 2002) è una biatleta francese.

## Biografia
Océane Michelon, attiva dalla stagione 2019-2020, ha vinto la medaglia d'argento nell'individuale e quelle di bronzo nella staffetta ai Mondiali juniores di Soldier Hollow 2022; in Coppa del Mondo ha esordito il 5 gennaio 2024 a Oberhof in sprint (28ª) e ha conquistato il primo podio il 18 gennaio 2025 a Ruhpolding in staffetta (3ª). Ai Mondiali di Lenzerheide 2025, sua prima presenza iridata, ha vinto la medaglia d'oro nella staffetta, quella d'argento nella partenza in linea e si è classificata 12ª nella sprint, 13ª nell'inseguimento e 18ª nell'individuale; il 9 marzo dello stesso anno ha conquistato a Nové Město na Moravě in staffetta la prima vittoria in Coppa del Mondo. Non ha preso parte a rassegne olimpiche.

## Palmarès

### Mondiali
- 2 medaglie:
  - 1 oro (staffetta a Lenzerheide 2025)
  - 1 argento (partenza in linea a Lenzerheide 2025)

### Mondiali juniores
- 2 medaglie:
  - 1 argento (individuale a Soldier Hollow 2022)
  - 1 bronzo (staffetta a Soldier Hollow 2022)

### Coppa del Mondo
- Miglior piazzamento in classifica generale: 5ª nel 2025
- 5 podi (1 individuale, 4 a squadre):
  - 1 vittoria (a squadre)
  - 1 secondo posto (a squadre)
  - 3 terzi posti (1 individuale, 2 a squadre)

#### Coppa del Mondo - vittorie
| Data         | Località             | Nazione   | Spec.                                                  |
| ------------ | -------------------- | --------- | ------------------------------------------------------ |
| 9 marzo 2025 | Nové Město na Moravě | Rep. Ceca | RL (con Lou Jeanmonnot, Justine Braisaz e Julia Simon) |

Legenda:

RL = staffetta